# ليمونيوم ستريكتيسيموم
ليمونيوم ستريكتيسيموم (بالإنجليزية: Limonium strictissimum) هو نوع من النباتات المزهرة يتبع جنس Limonium من الفصيلة الرمونية (Plumbaginaceae). يُعرف أحيانًا باسم "عشب البحر البنفسجي" نظرًا للون أزهاره وشكله النمطي في السواحل.

## التوزيع
النبات مستوطِن في مناطق محددة من فرنسا وإيطاليا، ويتواجد في البيئات الساحلية الصخرية، وخصوصًا في الموائل التي تتعرض لرشاش البحر والرياح المالحة.

## حالة الحفظ
صنّفه الاتحاد الدولي لحفظ الطبيعة ضمن الأنواع المعرضة للخطر (EN) بموجب القائمة الحمراء، وذلك بسبب تناقص نطاقه الجغرافي الطبيعي نتيجة التوسع العمراني والنشاط البشري على السواحل.